# Gassa d'amante doppia con cima
La gassa d'amante doppia con cima è un nodo ad occhiello, variante del più famoso nodo Gassa d'amante. A differenza della Gassa d'amante doppia senza cima in questa versione rimane una cima all'interno dell'occhiello. È una versione che viene usata sia in marina che in alpinismo ed anche in carpenteria.

## Usi

### Nautica
- Simile come resistenza alla famosa Gassa d'amante, può essere usata anche per issare in emergenza una persona, perché si creano due colli dove inserire le gambe o il busto e le gambe e a differenza della Gassa d'amante doppia senza cima la persona rimane appesa ad una cima singola.

### Alpinisimo
- Può essere usata per issare una persona in emergenza.

## Esecuzione
Vi è una seconda variante che si chiama Gassa d'amante doppia senza cima.